# Succinomidae
Succinomidae Wunderlich, 2008 è una famiglia di ragni fossili del sottordine Araneomorphae.

## Descrizione
La famiglia ricorda i ragni appartenenti a quelle dei Ctenidae e degli Zoropsidae.

## Distribuzione
Si tratta di una famiglia estinta di ragni le cui specie ad oggi note sono state scoperte in alcune ambre baltiche. Esse risalgono al Paleogene.

## Tassonomia
A febbraio 2015, di questa famiglia fossile sono noti due generi:
- Eohalinobius Wunderlich, 2008c †, Paleogene
- Succinomus Wunderlich, 2008c †, Paleogene